# BlackHatWorld
BlackHatWorld (BHW) est un forum Internet axé sur les techniques et services d'optimisation des moteurs de recherche (SEO) black-hat, souvent appelés spamdexing.
Les services du site sont variés, notamment la rédaction, la conception graphique, la conception de sites Web, le référencement, le marketing sur les réseaux sociaux et le développement d'applications. Les autres services du site incluent l'enregistrement de comptes en masse, les méthodes non conventionnelles pour gagner de l'argent, le botting des réseaux sociaux, et les développements dans l'espace SEO,. Il propose une place de marché sur laquelle les entreprises et les particuliers peuvent annoncer leurs produits. Mais seulement après que les employés de BlackHatWorld aient vérifié le succès et la fiabilité de l'organisation. Damien Trevatt, également connu en ligne sous le nom de Diamond Damien, serait le propriétaire de BlackHatWorld.

## Histoire
La plateforme démarre au début des années 2000 et survie à de nombreuses autres plateformes lancées au cours de la même période. Wayback Machine montre la plateforme en ligne dès 2006 et les données sur la plateforme elle-même révèlent son existence dès 2001.

## Sections de la plateforme
BlackHatWorld dispose d'une communauté d'utilisateurs qui expriment un intérêt pour les connaissances liées au marketing électronique et au référencement qui sont discutées et partagées sur la plateforme. La plateforme ne se concentre pas uniquement sur les pratiques marketing des black hat, mais comporte également des sections destinées aux activités des grey hat et des white hat. Il existe également une section « Mon parcours » permettant à la communauté de partager activement ses expériences et son parcours avec le marketing Internet.
L'une des fonctionnalités ayant le plus de succès sur la plateforme est la place de marché. Les clients ont accès à une large gamme de services de marketing en ligne sur celle-ci. La gamme de services comprend tout : de la construction de sites Web à la création de liens, en passant par l'hébergement et la vente de sites Web. Les vendeurs bénéficient d’une confiance accrue des utilisateurs puisque chaque individu souhaitant vendre doit être vérifié. Tout particulier a la possibilité de créer une annonce sur la place de marché. Un compte mis à jour et non soumis à une pénalité suffit. Des examens des nouvelles publications doivent être effectués, ce qui implique d'offrir le service au personnel de BlackHatWorld. Ceci est fait pour vérifier que le vendeur est en mesure de fournir le service promis.